# Zeradina odhneri
Zeradina odhneri is een slakkensoort uit de familie van de Vanikoridae. De wetenschappelijke naam van de soort is voor het eerst geldig gepubliceerd in 1927 door Powell.